# 于泽尔
于泽尔（法語：Uzer，法語發音：[yzɛʁ]）是法国阿尔代什省的一个市镇，位于该省西南部，属于拉让蒂耶尔区。

## 地理
于泽尔（44°31'9"N, 4°19'35"E）面积3.51 平方千米，位于法国奥弗涅-罗讷-阿尔卑斯大区阿尔代什省，该省份为法国东南部内陆省份，北起顺时针与卢瓦尔省、伊泽尔省、德龙省、沃克吕兹省、加尔省、洛泽尔省和上盧瓦爾省接壤。
与于泽尔接壤的市镇（或旧市镇、城区）包括：巴拉聚克、绍宗、拉让蒂耶尔、蒙雷阿勒、维讷扎克。
于泽尔的时区为UTC+01:00、UTC+02:00（夏令时）。

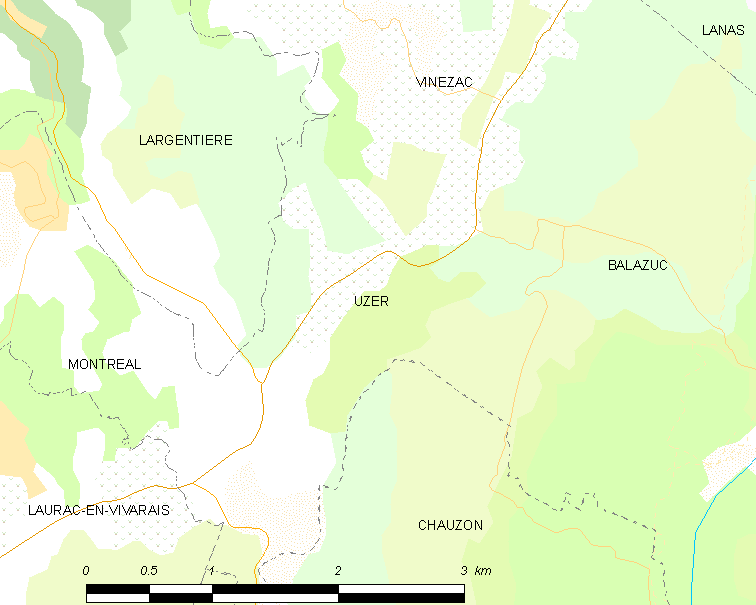
于泽尔的OSM定位图

## 行政
于泽尔的邮政编码为07110，INSEE市镇编码为07327。

## 政治
于泽尔所属的省级选区为瓦隆蓬达尔克县。

## 人口

1962-2008年间于泽尔人口变化图示

于泽尔于2022年1月1日时的人口数量为418人。